# Episodi di Six Feet Under (quinta stagione)
La quinta e ultima stagione della serie televisiva Six Feet Under è stata trasmessa per la prima volta negli Stati Uniti il 6 giugno 2005 e si è conclusa il 21 agosto 2005 sulla HBO.
In Italia, la quinta stagione è stata trasmessa in prima visione assoluta dal 17 giugno 2008 al 22 luglio 2008 su Cult di Sky.
Sul digitale terrestre, la quinta stagione è stata trasmessa dal 5 settembre 2008 al 10 ottobre 2008, ogni venerdì alle ore 21:00, su Iris, canale gratuito del DTT Mediaset.
In chiaro, la quinta stagione è stata trasmessa dal 2 luglio 2009 al 10 luglio 2009 nella fascia notturna di Italia 1.
| nº | Titolo originale           | Titolo italiano           | Prima TV USA   | Prima TV Italia |
| -- | -------------------------- | ------------------------- | -------------- | --------------- |
| 1  | A Coat of White Primer     | Una vita che non se ne va | 6 giugno 2005  | 17 giugno 2008  |
| 2  | Dancing for Me             | Forzature                 | 13 giugno 2005 | 17 giugno 2008  |
| 3  | Hold My Hand               | Tienimi la mano           | 20 giugno 2005 | 24 giugno 2008  |
| 4  | Time Flies                 | Il tempo vola             | 27 giugno 2005 | 24 giugno 2008  |
| 5  | Eat a Peach                | Due mamme, due papà       | 4 luglio 2005  | 1º luglio 2008  |
| 6  | The Rainbow of Her Reasons | Arcobaleno                | 10 luglio 2005 | 1º luglio 2008  |
| 7  | The Silence                | Il silenzio               | 17 luglio 2005 | 8 luglio 2008   |
| 8  | Singing for Our Lives      | Pace interiore            | 24 luglio 2005 | 8 luglio 2008   |
| 9  | Ecotone                    | Transizione               | 31 luglio 2005 | 15 luglio 2008  |
| 10 | All Alone                  | Tutto solo                | 7 agosto 2005  | 15 luglio 2008  |
| 11 | Static                     | Senza via d'uscita        | 14 agosto 2005 | 22 luglio 2008  |
| 12 | Everyone's Waiting         | Fino all'ultimo respiro   | 21 agosto 2005 | 22 luglio 2008  |

## Una vita che non se ne va
- Titolo originale: A Coat of White Primer
- Diretto da: Rodrigo García
- Scritto da: Kate Robin
- Morte di: Andrea Kuhn (1963-2004 - spinta finendo infilzata su un alare)

### Trama
Andrea Kuhn muore infilzata in un occhio da un alare dopo essere stata spinta, involontariamente, dal compagno.
Sono passati sei mesi dagli ultimi avvenimenti. Nate e Brenda hanno organizzato il loro matrimonio e la donna è anche rimasta incinta, comunicando la notizia a tutti i famigliari. Ruth, preoccupata per i continui deliri di George, ha fatto ricoverare il marito in un istituto psichiatrico dove l'uomo è stato sottoposto alla terapia elettro convulsiva. Claire ha deciso di non frequentare il semestre scolastico e si è trasferita da Billy, attirandosi le ire della madre con cui non parla da mesi. David e Keith hanno intrapreso il percorso per diventare genitori; I due sono però in disaccordo se adottare un bambino o se ricorrere a una madre surrogata. Federico, ormai trasferitosi stabilmente a casa Fisher, ha riappacificato il suo rapporto con Vanessa e i due vedono tranquillamente altre persone. Keith ha iniziato a lavorare per Roger, che ha ormai rinunciato alla sua causa legale contro David. Brenda ha un aborto spontaneo il giorno prima delle nozze. George viene dimesso dall'ospedale, ma le sue condizioni non sono migliorate quanto si aspettasse la moglie. Nate e Brenda si sposano, ma la donna ha una crisi esistenziale durante i festeggiamenti e viene prontamente supportata da Nate. David e Keith decidono di ottenere dei figli sia in modo naturale sia ricorrendo all'adozione. Claire e Ruth litigano bruscamente durante il matrimonio. Federico inizia a uscire con una nuova ragazza, Sharon. Il giorno dopo le nozze Nate e Brenda si recano in ospedale per sottoporre la donna alle cure necessarie in seguito all'aborto.

## Forzature
- Titolo originale: Dancing for Me
- Diretto da: Dan Attias
- Scritto da: Scott Buck
- Morte di: Samuel Wayne Hoviak (1965-2004 - investito involontariamente dalla sua stessa automobile)

### Trama
Samuel Wayne Hoviak muore venendo investito dalla sua stessa auto mentre tentava di recuperare il giornale mattutino. L'uomo era un vecchio amico di Nate ai tempi della scuola.
Nate e Brenda cercano subito di avere un altro bambino. Ruth è inferocita con George a causa della sua malattia; La visita di Maggie, figlia di George, migliorerà leggermente l'umore della donna. Keith propone a David di prendere in considerazione Claire come donatrice di ovuli per il loro bambino, in modo da ottenere dei geni di entrambi gli uomini; Sia David che lo sorella non sono però molto favorevoli all'idea. Federico, non riuscendo più a mettersi in contatto con Sharon, cerca la donna in ogni modo, scoprendo però che la stessa lo evitava in quanto non interessata a proseguire una storia con lui. Brenda inizia un periodo di tirocinio in un istituto con persone molto problematiche; Non riuscendo a sopportare la situazione, chiede aiuto alla madre per spostare il tirocinio in una struttura meno difficoltosa. Claire si rende conto che la vita da artista è più difficile di come immaginava. Maggie, sotto richiesta disperata di Ruth e George, decide di soffermarsi ancora per qualche tempo a vegliare il padre. Billy, all'insaputa di tutti, smette di prendere le sue medicine.

## Tienimi la mano
- Titolo originale: Hold My Hand
- Diretto da: Jeremy Podeswa
- Scritto da: Nancy Oliver
- Morte di: Loretta Smith-Sibley (1908-1953 - causa non rivelata, probabile overdose)

### Trama
Loretta Smith-Sibley, madre di George, muore, probabilmente suicida per overdose, proprio di fronte al figlioletto che le stava tenendo la mano. Il fatto viene ricordato confusamente da George durante alcune delle sue visioni.
Ruth fatica a sopportare lo stato mentale di George, incosciente che molte delle sue azioni sono dovute all'orribile esperienza vissuta da bambino. Federico e Vanessa si incontrano "casualmente" a una serata per soli single; L'uomo è ancora segretamente innamorato della moglie. David e Keith si vedono rifiutata la proposta di adozione a causa della vecchia denuncia per atti osceni in luogo pubblico del Fisher a Las Vegas. Claire e Billy decidono di iniziare una nuova vita in Europa. Brenda stringe amicizia con Jackie, una collega terapeuta. Federico, durante una convention di impresari funebri, ha una relazione con Angela, vecchia dipendente della Fisher & Figli assunta proprio per sostituire l'uomo ai tempi della Khroener. David e Keith iniziano a fare dei colloqui con le possibili madri surrogate, rimanendo piacevolmente sorpresi. Claire si infuria con la madre quando scopre che la stessa le ha congelato l'eredità lasciatale dal padre, in quanto da utilizzare esclusivamente per la sua istruzione. George, in un raro momento di lucidità, prega Maggie di accompagnarlo a fare altre sedute di elettroshock, per cercare di curare le sue visioni, ma senza che Ruth lo venga a sapere.

## Il tempo vola
- Titolo originale: Time Flies
- Diretto da: Alan Poul
- Scritto da: Craig Wright
- Morte di: Lila Simonds Coolidge (1909-2005 - cause naturali o attacco di cuore)

### Trama
Lisa Simonds Coolidge, anziana signora, muore per cause naturali seduta sul water.
È il 40º compleanno di Nate. Brenda rivela al compagno di essere nuovamente incinta, ma rimane delusa in quanto le sembra che Nate non sia altrettanto entusiasta. George si è fatto sottoporre ad altre sedute curative di cui Maggie ha comunicato anche a Ruth. David e Keith, scartata la possibilità dell'adozione, si accordano con una Mary per ottenere i suoi ovuli e offrendole la possibilità di essere anche la donna che porterà in grembo il loro figlio. Claire è spaventata per i continui cambi d'umore di Billy. Nate non sembra convinto della sua scelta di sposarsi e avere un figlio con Brenda. David rischia di tradire Keith avendo un rapporto orale con il parrucchiere ma fermandosi in tempo. Ruth e Claire trascinano il loro brutto rapporto anche alla festa di compleanno di Nate. Claire scopre che Billy ha smesso di assumere i suoi farmaci. Brenda è convinta che il suo rapporto con Nate non funzioni e medita la separazione dopo una furiosa litigata con il marito. George e Billy si scoprono molto simili a causa dei loro problemi. Un uccello continua a disturbare la festa di compleanno finché Nate, stanco e irritato, non lo colpisce, uccidendolo. Federico sembra ricominciare la sua storia con Vanessa, finendoci anche a letto; La donna, però, lo invita gentilmente a non farsi vedere dai bambini la mattina successiva per non dargli false speranze. George si scusa con Ruth per tutto quello che le sta facendo passare. Claire, dopo essere andata a letto con un partecipante alla festa, tornata a casa litiga con Billy, il quale aveva già scoperto il tradimento della compagna e la aveva inoltre perdonata. David e Keith, dopo aver fatto la conoscenza della moglie di Robert, vengono aiutati dalla donna ad aprire una pratica di adozione. Nate si scusa con il cadavere dell'uccellino gettato nell'immondizia.

## Due mamme, due papà
- Titolo originale: Eat a Peach
- Diretto da: Dan Minahan
- Scritto da: Rick Cleveland
- Morte di: Daniel Holzenchenko (1939-2005 - diabete)

### Trama
Daniel Holzenchenko muore consapevolmente di diabete quando, stanco della sua vita restrittiva, decide di mangiare delle pesche sciroppate. I fratelli e le sorelle discutono animatamente su cosa sia meglio fare per l'organizzazione del funerale finché Nate non li convince che la cosa migliore sia fare quello che il defunto voleva.
Nate e Brenda litigano se raccontare a Maya della vera madre. in quanto per l'uomo è ancora doloroso realizzare cosa posa essere accaduto realmente all'ex moglie. Mary informa David e Keith di essere rimasta incinta; I due si recano anche a una giornata dedicata alle adozioni dove conoscono Anthony, piccolo bambino di colore convinto che la madre passerà a riprenderlo. Claire, dopo aver rotto con Billy, viene asfissiata dall'ex ragazzo che non vuole perderla. Federico e Vanessa litigano a causa di alcuni comportamenti del figlio Julio che l'uomo giustifica a causa della separazione e delle cattive compagnie della donna; Vanessa, visti i recenti bei momenti passati con l'ex marito, stava inoltre pensando di accogliere nuovamente in casa Federico, cosa che ormai non sembra più plausibile. Ruth e Claire non migliorano il loro rapporto che sembra addirittura peggiorare quando la madre non vuole nemmeno più vedere la figlia in casa e le impone di cercarsi un lavoro. David e Keith, dopo essere stati avvisati da Mary di non essere rimasta incinta, decidono di proseguire con l'adozione di Anthony; Il bambino ha però un fratello più grande, ma la coppia è convinta di adottarli entrambi. Ruth e George pensano di trasferirsi in un'altra casa per ricominciare da zero. Nate e Brenda cercano di spiegare a Maya chi sia la sua vera madre, mostrandole delle vecchie foto.

## Arcobaleno
- Titolo originale: The Rainbow of Her Reason
- Diretto da: Mary Harron
- Scritto da: Jill Soloway
- Morte di: Fiona Lenore Kleinschmidt (1952-2005 - caduta in un burrone)

### Trama
Fiona Lenore Kleinschmidt, amica di Sarah e donna che iniziò sessualmente Nate, muore cadendo in un burrone durante un'escursione con Sarah. A salutare la donna arrivano tutte le amiche di Sarah e Ruth.
Ruth e George si trasferiscono in un appartamento in centro; Prima che la donna termini il trasloco viene richiamata a casa a causa della morte di Fiona. David e Keith hanno iniziato un periodo di prova con i fratelli adottati; Le cose non sono molto facili in quanto il ragazzo più grande fatica ad accettare di avere dei genitori omosessuali. Vanessa decide di assumere una domestica a tempo pieno. Claire inizia a lavorare temporaneamente in un ufficio, in attesa della risposta per la borsa di studio. Billy si è ormai trasferito stabilmente a casa di Nate e Brenda. Maggie, dopo aver visitato il padre nel nuovo appartamento e aver notato che non ci sono oggetti personali della moglie, teme che Ruth abbia deciso di abbandonare George e chiede aiuto a Nate. Ruth, dopo la perdita appena subita, decide di chiudere i dissapori con Claire e le comunica di averle sempre voluto bene e che non vuole vederla fare i suoi stessi sbagli. Vanessa licenzia la domestica, in quanto la ritiene un pericolo per i figli a causa di alcuni avvenimenti recenti; La donna decide quindi di riaccogliere Federico in casa. Claire, dopo aver visto rifiutata la sua richiesta per la borsa di studio, inizia a temere di dover lavorare per sempre nell'attuale ufficio. George, in un momento di coscienza avuto durante la sua solitudine, capisce l'intenzione della moglie di liberarsi di lui; L'uomo decide quindi di ricominciare a lavorare e informa Ruth che è libera di non prendersi più cura di lui.

## Il silenzio
- Titolo originale: The Silence
- Diretto da: Joshua Marston
- Scritto da: Bruce Eric Kaplan
- Morte di: Peter Thomas Burns (1948-2005 - causa non rivelata, possibile attacco cardiaco)

### Trama
Peter Thomas Burns, amico di Maggie, muore di cause naturali mentre guardava una rappresentazione teatrale. L'uomo, così come Maggie, era un quacchero e la veglia funebre si svolge in totale silenzio come da tradizione.
Brenda viene informata che probabilmente il figlio che aspetta potrebbe essere malato e fissa un esame specialistico. George comunica a Ruth di volere il divorzio e di aver trovato un'altra fidanzata. La nuova convivenza tra David, Keith e i due figli continua ma non sembra migliorare. Claire inizia a frequentare i suoi nuovi colleghi di lavoro. Federico e Vanessa, anche se ritornati ad abitare insieme, sembrano dei separati in casa. Nate è contrario al tenere il bambino di Brenda se questi ha un'alta possibilità di avere problemi fisici e/o mentali. Ruth si reca dalla nuova compagna di George e le rivela chi sia veramente l'ex marito; L'uomo si infuria con Ruth in quanto non dovrebbe interferire con cose che ormai non dovrebbero più riguardarla. David scopre che il figlio adottivo maggiore gli teneva nascosto una recita scolastica; Il giovane, dopo aver scoperto che i padri adottivi hanno assistito alla recita, ne rimane comunque contento. Nate e Maggie sembrano avvicinarsi. Brenda sembra comunque convinta di avere il bambino, anche se dovesse essere malato.

## Pace interiore
- Titolo originale: Singing for Our Lives
- Diretto da: Matt Shakman
- Scritto da: Scott Buck
- Morte di: Pilar Sandoval (1970-2005 - investita da un'automobile)

### Trama
Pilar Sandoval, ragazza latina, muore venendo investita da un'auto mentre pattinava portando in giro dei cani. Del funerale se ne occupa Federico, in quanto unico membro a parlare spagnolo.
David propone a Nate e Federico di acquistare un crematorio, ricevendo delle risposte negative. Brenda scopre di aspettare una bambina, ma non è intenzionata a fare analisi approfondite per scoprirne lo stato di salute. Nate e Brenda vengono invitati da Maggie a una messa quacchera. Claire viene invitata da Alice a una mostra d'arte in cui incontra tutti i suoi vecchi amici. Ruth ricomincia a uscire con Hiram. Nate e Brenda continuano a litigare su come comportarsi con il bambino non ancora nato. David e Keith sono scioccati quando scoprono che il figlio maggiore prenda di nascosto l'auto, in quanto non ancora abilitato a guidare; Inoltre, Keith viene minacciato con un coltello dallo stesso ragazzino. Claire inizia una relazione con Ted, un collega d'ufficio. Brenda teme che Nate la voglia tradire con Maggie, vista la volontà dell'uomo di starle sempre vicino. Federico è stanco di come viene trattato da Vanessa e minaccia la donna di andarsene di casa se non cercherà di migliorare il loro rapporto. David e Keith cercano in ogni modo di far adattare serenamente i figli adottivi alla famiglia, convincendoli che passeranno con loro molti anni a seguire. Nate, dopo essersi ulteriormente avvicinato a Maggie, finisce per andare a letto con la donna; Mentre l'uomo si prepara per tornare a casa sente un formicolio al braccio destro, fatica a parlare e sviene.

## Transizione
- Titolo originale: Ecotone
- Diretto da: Dan Minahan
- Scritto da: Nancy Oliver
- Morte di: Laurence Hall Matheson (1971-2005 - divorato da un puma), Nathaniel Samuel jr. Fisher (1965-2005 - complicazioni dopo un'emorragia cerebrale dovuta a una MAV)

### Trama
Laurence Hall Matheson viene aggredito da un puma mentre cammina in un bosco.
Nate viene trasportato d'urgenza in ospedale dove viene operato nuovamente al cervello a causa di un'altra MAV; Maggie lo accompagna e viene scambiata per la moglie, anche perché racconta ai medici di aver avuto un rapporto sessuale proprio prima che Nate svenisse. Tutti interrompono i loro programmi e si precipitano in ospedale; L'unica a non essere raggiungibile è Ruth, in campeggio con Hiram. Brenda intuisce che Nate abbia passato la notte con Maggie. L'intervento di Nate riesce e l'uomo si risveglia solo leggermente acciaccato. Ruth, dopo aver litigato con Hiram ed essersi addentrata nel bosco, viene aiutata da un gruppo di turisti asiatici. David e Keith faticano a tenere a bada i figli nell'ospedale a causa dei precedenti della madre. Nate, ancora nel letto d'ospedale, lascia Brenda, la quale lo aveva anche perdonato per averla tradita. Tutti riescono a passare a salutare l'uomo ricoverato, anche Federico, a eccezione di Ruth, ancora irrintracciabile. David, rimasto da solo a passare la notte vicino a Nate viste le buone condizioni di quest'ultimo, si addormenta e viene svegliato poco dopo dal rumore fastidioso dell'elettrocardiogramma piatto del fratello appena morto.

## Tutto solo
- Titolo originale: All Alone
- Diretto da: Adam Davidson
- Scritto da: Kate Robin
- Morte di: nessuno.

### Trama
Iniziano i preparativi per il funerale di Nate, sebbene la sua morte avvenga nella puntata precedente.
Ruth è addolorata in quanto non presente agli ultimi momenti del figlio. Claire riesce a ricordare solo momenti brutti e litigi con Nate. Federico è preoccupato per il futuro della società e della sua famiglia. David, dopo aver scoperto che Nate era un donatore di organi, ha continue allucinazioni di Jake, con indosso una felpa rossa, impossessatosi degli organi del fratello. Nate aveva confidato a David di volere un funerale verde, ovvero essere sepolto senza cassa e imbalsamazione in un lotto di terreno all'interno di un parco; Sfortunatamente l'uomo non aveva ancora aggiornato le sue ultime volontà, rimaste quale funerale ebraico. Maggie cerca di chiedere scusa a Brenda. Durante la veglia, i parenti si susseguono nei discorsi; David non riesce a terminare il suo a causa delle visioni di Jake e rischia di svenire. Nate viene quindi sepolto, come da sue reali intenzioni, senza bara all'interno di un enorme parco; Similarmente a come ha sepolto Lisa. Claire riesce finalmente a ricordare dei bei momenti vissuti con il fratello defunto. Brenda decide di affidare Maya a Ruth per qualche tempo, essendo convinta di non potersi prendere cura di lei. Keith litiga con Roger e decide di licenziarsi. Billy, non arrivato in tempo per il funerale, consola Brenda dopo aver abbandonato Maya.

## Senza via d'uscita
- Titolo originale: Static
- Diretto da: Michael Cuesta
- Scritto da: Craig Wright
- Morte di: Paul Ronald Duncan (1983-2005 - suicidatosi con un'iniezione di pentobarbital)

### Trama
Paul Ronald Duncan, militare di ritorno dalla guerra in quanto menomato di gambe e braccia, decide di suicidarsi con un'iniezione letale. La dose del farmaco gli è stata consegnata, all'oscuro di tutti, dalla sorella. Federico si occupa di tutto dopo aver visto la ormai inaffidabilità di David.
Sono passate sei settimane dalla morte di Nate. David ha continue allucinazioni dell'uomo con la felpa rossa, ormai diventato un essere con il volto oscurato. Ruth e George sembrano aver ritrovato la loro armonia insieme. Billy e Brenda vivono insieme. Ruth e Brenda sono in disaccordo su chi debba occuparsi di Maya; La madre adottiva decide però che per la bambina sia meglio rimanere dalla nonna. Claire è distrutta per la morte di Nate ed è perennemente ubriaca, finendo per perdere il lavoro e litigare con Ted. Federico, stanco di aspettare di decidere il futuro della società, valuta la possibilità di avviare una sua attività. Maggie si sfoga con il padre per averle rovinato la vita. Claire, dopo essersi recata sulla tomba di Nate, sulla via del ritorno causa un incidente in macchina, facendola ribaltare. Brenda, timorosa di essersi innamorata di Billy, chiede al fratello di andarsene di casa; Contemporaneamente la donna decide di riprendere la custodia di Maya. Ruth, ancora addolorata per la perdita di Nate, non vuole rinunciare a Maya ed è preoccupata per la sparizione di Claire. Keith chiede a David di allontanarsi qualche giorno dai bambini, spaventati dai suoi ultimi comportamenti. Claire, uscita incolume dall'incidente, chiama aiuto per il recupero del veicolo, ormai inutilizzabile. A Brenda, dopo aver rivelato all'incredule Ruth la storia tra Nate e Maggie, si rompono in anticipo le acque; La donna viene accompagnata a partorire all'ospedale da Ruth ed è preoccupata per la salute della nascitura.

## Fino all'ultimo respiro
- Titolo originale: Everyone's Waiting
- Diretto da: Alan Ball
- Scritto da: Alan Ball
- Nascita di: Willa Fisher Chenowith (2005)
- Morte di: Ruth O'Connor Fisher (1946-2025 - probabili cause naturali), Keith Dwayne Charles (1968-2029 - ucciso in una rapina), David James Fisher (1969-2044 - probabili cause naturali), Hector Federico Diaz (1974-2049 - probabile attacco cardiaco), Brenda Chenowith (1969-2051 - probabili cause naturali[1]), Claire Simone Fisher (1983-2085 - probabili cause naturali)

### Trama
Brenda in ospedale partorisce prematuramente la figlia Willa; La piccola non riesce a respirare e si teme il peggio. David si trasferisce per qualche giorno a casa della madre. Claire riceve una proposta di lavoro da New York. David, inizialmente dubbioso, decide di mettere in vendita la società. Ruth cade in depressione quando Maya viene portata via da casa per andare a vivere da Brenda. David affronta l'essere con la felpa rossa; Una volta scoperto che le paure erano solo dentro di lui, comunica a Federico e Brenda, ereditaria della quota di Nate, di non voler procedere con la vendita della società. Brenda ha continue visioni spaventose di Nate che la mettono in guardia di possibili problemi alla neonata. Claire, per stare vicino alla madre, le comunica di poter rinunciare al nuovo lavoro lontano da casa ma riceve una secca risposta negativa dalla donna, che la invita a vivere la sua vita. Ruth contatta Maggie per sapere la verità tra lei e Nate, ma rimane felice nello scoprire che il figlio era contento prima della morte. Keith comunica a David di poter coprire le spese per l'acquisto della quota della società di Federico e, nel tempo, anche di quelle di Brenda; Federico è così libero di iniziare una sua impresa. Claire viene informata che a causa di vicende societarie, il posto di lavoro non sarà a New York ma a Chicago; Una visione del fratello Nate la convince a partire lo stesso. Brenda si tranquillizza dopo aver avuto una visione di Nate che la informa che amerà in ogni caso la piccola Willa. Claire si deve separare da Ted, ma i due si promettono di rimanere legati. L'impresa "Fisher & Diaz" torna a essere "Fisher & Figli" mentre David, Keith, Anthony e Durrell si trasferiscono a casa Fisher e la ristrutturano completamente. Ruth si trasferisce da Sarah, rimane in contatto con George e medita di aprire una pensione per cani. Viene organizzata una festa di addio per Claire in cui si ricordano i bei momenti passati e si onora la memoria di Nate. Nel momento della partenza, Claire viene accompagnata da Nate che le rivela che casa Fisher è ormai il suo passato e che deve vivere il suo futuro; Claire parte quindi alla volta della sua vita.
Il tempo corre veloce per mostrare il futuro della famiglia Fisher. David istruirà Durrell a portare avanti l'impresa di famiglia. Willa crescerà senza problemi. Brenda si risposerà e rimarrà incinta nuovamente. David e Keith si sposeranno. Ruth aprirà una pensione per cani assieme a Bettina e morirà di vecchiaia in un letto d'ospedale, accudita da David, Claire e George; Al funerale Claire rincontrerà Ted. Keith, dopo aver aperto una sua impresa di trasporti di sicurezza, verrà ucciso in una rapina da dei ladri. Claire si sposerà con Ted; Al matrimonio si vedrà che Durrell si è fidanzato con uomo asiatico mentre Anthony avrà una moglie, incinta, e un bambino. David, dopo essersi probabilmente risposato, morirà di cause naturali durante un pic-nic di famiglia dopo aver avuto una visione di Keith. Federico morirà di attacco cardiaco durante una crociera con Vanessa. Brenda morirà di cause naturali in un ricovero per anziani con la vicinanza di Billy. Claire morirà di cause naturali, sorridente e nel suo letto.